# Ranking Feminino Mundial da FIFA
O Ranking Feminino Mundial da FIFA (oficialmente FIFA/Coca-Cola Women's World Ranking), é um que classifica as 177 seleções nacionais de futebol feminino associadas à Federação Internacional de Futebol (FIFA). O ranking é utilizado desde julho de 2003.

## Primeiroranking
O primeiro ranking feminino da FIFA foi divulgado em 16 de julho de 2003 e a primeira Seleção à liderá-lo foi a Seleção dos Estados Unidos.
Estas foram as 30 primeiras colocações do primeiro ranking feminino elaborado pela FIFA.
| Posição | Seleção         | Pontos | Federação |
| ------- | --------------- | ------ | --------- |
| 1       | Estados Unidos  | 2 170  | CONCACAF  |
| 2       | Noruega         | 2 160  | UEFA      |
| 3       | Alemanha        | 2 153  | UEFA      |
| 4       | China           | 2 110  | AFC       |
| 5       | Suécia          | 2 074  | UEFA      |
| 6       | Brasil          | 2 037  | CONMEBOL  |
| 7       | Coreia do Norte | 2 004  | AFC       |
| 8       | Dinamarca       | 1 967  | UEFA      |
| 9       | França          | 1 964  | UEFA      |
| 10      | Itália          | 1 943  | UEFA      |
| 11      | Rússia          | 1 899  | UEFA      |
| 12      | Canadá          | 1 867  | CONCACAF  |
| 13      | Inglaterra      | 1 860  | UEFA      |
| 14      | Japão           | 1 850  | AFC       |
| 15      | Austrália       | 1 840  | AFC       |
| 16      | Países Baixos   | 1 814  | UEFA      |
| 17      | Islândia        | 1 782  | UEFA      |
| 18      | Ucrânia         | 1 779  | UEFA      |
| 19      | Espanha         | 1 767  | UEFA      |
| 20      | Finlândia       | 1 762  | UEFA      |
| 21      | Nova Zelândia   | 1 760  | OFC       |
| 22      | Taipé Chinês    | 1 746  | AFC       |
| 23      | Nigéria         | 1 738  | CAF       |
| 24      | República Checa | 1 737  | UEFA      |
| 25      | Coreia do Sul   | 1 728  | AFC       |
| 26      | Hungria         | 1 723  | UEFA      |
| 27      | Bélgica         | 1 717  | UEFA      |
| 28      | Iugoslávia      | 1 709  | UEFA      |
| 29      | Suíça           | 1 703  | UEFA      |
| 30      | Escócia         | 1 691  | UEFA      |

## Ranking
Atualizado em 12 de junho de 2025 (comparação com o ranking anterior de 06 de março de 2025).
| Posição | Seleção         | Pontos   | Federação |
| ------- | --------------- | -------- | --------- |
| 1       | Estados Unidos  | 2 057,19 | CONCACAF  |
| 2       | Espanha         | 2 034,34 | UEFA      |
| 3       | Alemanha        | 2 030,88 | UEFA      |
| 4       | Brasil          | 2 004,31 | CONMEBOL  |
| 5       | Inglaterra      | 1 999,78 | UEFA      |
| 6       | Suécia          | 1 989,21 | UEFA      |
| 7       | Japão           | 1 982,51 | AFC       |
| 8       | Canadá          | 1 974,46 | CONCACAF  |
| 9       | Coreia do Norte | 1 944,23 | AFC       |
| 10      | França          | 1 941,61 | UEFA      |

### Por Confederação
| Posição | Seleção         | Pontos   |
| ------- | --------------- | -------- |
| 7       | Japão           | 1 982,51 |
| 9       | Coreia do Norte | 1 944,23 |
| 15      | Austrália       | 1 854,17 |
| 17      | China           | 1 801,35 |
| 21      | Coreia do Sul   | 1 777,53 |

| Posição | Seleção       | Pontos   |
| ------- | ------------- | -------- |
| 36      | Nigéria       | 1 623,29 |
| 54      | África do Sul | 1 488,49 |
| 60      | Marrocos      | 1 419,63 |
| 64      | Camarões      | 1 396,2  |
| 65      | Zâmbia        | 1 395,35 |

| Posição | Seleção        | Pontos   |
| ------- | -------------- | -------- |
| 1       | Estados Unidos | 2 057,19 |
| 8       | Canadá         | 1 974,46 |
| 29      | México         | 1 684,85 |
| 40      | Jamaica        | 1 544,37 |
| 43      | Costa Rica     | 1 526,85 |

| Posição | Seleção   | Pontos   |
| ------- | --------- | -------- |
| 4       | Brasil    | 2 004,31 |
| 18      | Colômbia  | 1 797,42 |
| 32      | Argentina | 1 667,76 |
| 39      | Chile     | 1 551,88 |
| 45      | Paraguai  | 1 510,14 |

| Posição | Seleção          | Pontos   |
| ------- | ---------------- | -------- |
| 33      | Nova Zelândia    | 1 656,46 |
| 58      | Papua-Nova Guiné | 1 427,04 |
| 71      | Fiji             | 1 357,26 |
| 86      | Ilhas Salomão    | 1 244,70 |
| 96      | Tonga            | 1 211,2  |

| Posição | Seleção    | Pontos   |
| ------- | ---------- | -------- |
| 2       | Espanha    | 2 034,34 |
| 3       | Alemanha   | 2 030,88 |
| 5       | Inglaterra | 1 999,78 |
| 6       | Suécia     | 1 989,21 |
| 10      | França     | 1 941,61 |

### Divulgação
O ranking é divulgado pela FIFA quatro vezes ao ano às sextas-feira (sempre na semana de divulgação do Ranking Mundial da FIFA) e são consideradas apenas as partidas realizadas até a quinta-feira anterior a divulgação. Ainda não foram informadas as datas de divulgação para 2023.

## Equipe do ano
Equipe do ano é o título concedido à seleção que fecha o ano na primeira colocação, por vezes obtendo esse mesmo desempenho ao longo do período. A tabela abaixo relaciona as três primeiras posições de fechamento em cada ano.
| Ano  | Primeiro       | Segundo        | Terceiro      |
| ---- | -------------- | -------------- | ------------- |
| 2003 | Alemanha       | Estados Unidos | Noruega       |
| 2004 | Alemanha       | Estados Unidos | Noruega       |
| 2005 | Alemanha       | Estados Unidos | Noruega       |
| 2006 | Alemanha       | Estados Unidos | Noruega       |
| 2007 | Alemanha       | Estados Unidos | Suécia        |
| 2008 | Estados Unidos | Alemanha       | Brasil        |
| 2009 | Estados Unidos | Alemanha       | Brasil        |
| 2010 | Estados Unidos | Alemanha       | Brasil        |
| 2011 | Estados Unidos | Alemanha       | Japão         |
| 2012 | Estados Unidos | Alemanha       | Japão         |
| 2013 | Estados Unidos | Alemanha       | Japão         |
| 2014 | Alemanha       | Estados Unidos | França        |
| 2015 | Estados Unidos | Alemanha       | França        |
| 2016 | Estados Unidos | Alemanha       | França        |
| 2017 | Estados Unidos | Alemanha       | Inglaterra    |
| 2018 | Estados Unidos | Alemanha       | França        |
| 2019 | Estados Unidos | Alemanha       | Países Baixos |
| 2020 | Estados Unidos | Alemanha       | França        |
| 2021 | Estados Unidos | Suécia         | Alemanha      |
| 2022 | Estados Unidos | Alemanha       | Suécia        |
| 2023 | Espanha        | Estados Unidos | França        |
| 2024 | Estados Unidos | Espanha        | Alemanha      |

### Desempenho por país
| Seleção        | Primeiro                                                                                       | Segundo                                                                            | Terceiro                                |
| -------------- | ---------------------------------------------------------------------------------------------- | ---------------------------------------------------------------------------------- | --------------------------------------- |
| Estados Unidos | 15 (2008, 2009, 2010, 2011, 2012, 2013, 2015, 2016, 2017, 2018, 2019, 2020, 2021, 2022 e 2024) | 7 (2003, 2004, 2005, 2006, 2007, 2014 e 2023)                                      | 0                                       |
| Alemanha       | 6 (2003, 2004, 2005, 2006, 2007 e 2014)                                                        | 13 (2008, 2009, 2010, 2011, 2012, 2013, 2015, 2016, 2017, 2018, 2019, 2020 e 2022) | 2 (2021 e 2024)                         |
| Espanha        | 1 (2023)                                                                                       | 1 (2024)                                                                           | 0                                       |
| Suécia         | 0                                                                                              | 1 (2021)                                                                           | 2 (2007 e 2022)                         |
| França         | 0                                                                                              | 0                                                                                  | 6 (2014, 2015, 2016, 2018, 2020 e 2023) |
| Noruega        | 0                                                                                              | 0                                                                                  | 4 (2003, 2004, 2005 e 2006)             |
| Brasil         | 0                                                                                              | 0                                                                                  | 3 (2008, 2009 e 2010)                   |
| Japão          | 0                                                                                              | 0                                                                                  | 3 (2011, 2012 e 2013)                   |
| Inglaterra     | 0                                                                                              | 0                                                                                  | 1 (2017)                                |
| Países Baixos  | 0                                                                                              | 0                                                                                  | 1 (2019)                                |